# Плита Беллінсгаузена
Плита Беллінсгаузена давня тектонічна плита, що була переплавлена Антарктичною плитою. Названа на честь російського дослідника Антарктиди Беллінсгаузена.
Плита існувала протягом пізнього крейдового і раннього неогенового періодів, на теренах сусідніх до східної частини землі Мері Берд. Незалежний рух плита припинила 61 млн років тому. Межі точно не визначені.

## Історія відкриття
Припущення про існування цієї плити було висловлено у 1987 році. Воно дозволило пояснити відмінність тенденцій зон розломів по обидва боки від зони розломів Антиподів острова Антиподів на Тихоокеансько-Антарктичному хребті протягом пізнього крейдяного періоду і раннього періоду палеогену. У 1995 році вчені змогли визначити Магнітополярні підрозділи магнітний хрон-27 (~ 61 млн років) і підтвердили необхідність виділення незалежної плити Беллінсгаузена. Тільки північний та східний кордони вдалося чітко визначити, південний та західний кордони є предметом обговорення дослідників.